# Osterzyklus
In zwei aufeinanderfolgenden Osterzyklen sind die Osterdaten identisch. Ein solcher Zyklus besteht im julianischen Kalender aus 532 Osterfesten, ist also 532 Jahre lang. Im gregorianischen Kalender sind es 5,7 Millionen Osterfeste beziehungsweise 5,7 Millionen Jahre. Diese beiden Zeitintervalle heißen – abweichend vom Standard-Gebrauch des Begriffs Zyklus – julianischer beziehungsweise gregorianischer Osterzyklus.

## Der julianische Osterzyklus

### Der Mondzirkel
Der Mondzirkel hat eine Länge von 19 Jahren. Alle 19 Jahre fällt der Frühlings-Vollmond wieder auf den gleichen Kalender-Tag.

### Der Sonnenzirkel
Der Sonnenzirkel hat eine Länge von 28 Jahren. Alle 28 Jahre haben die Kalender-Tage – so auch die Sonntage, von denen einer der Ostersonntag ist – wieder das gleiche Datum.
Der Sonnenzirkel ist das kleinste gemeinsame Vielfache des Wochentags-Zirkels und des Schaltjahr-Zirkels (7 × 4 = 28). Alle sieben Tage ist wieder der gleiche Wochentag, und alle vier Jahre (Schaltjahre) verschieben sich die Wochentage um zwei Tage, anstatt um einen Tag in einem Normaljahr.

### Julianischer Osterzyklus
Das kleinste gemeinsame Vielfache aus Mond- und Sonnenzirkels ist das Produkt 19 × 28 = 532. Im julianischen Kalender sind nach je 532 Jahren wieder 532 Ostern gleich auf die Jahresdaten verteilt wie die 532 Ostern vorher. Im julianischen Kalender wiederholt sich die Verteilung von Ostern auf die Jahresdaten im Kalender alle 532 Jahre.

## Der gregorianische Osterzyklus
Grundsätzliches über die Änderungen im gregorianischen Kalender im Vergleich zum julianischen Kalender ist in der Osterrechnung mit Hilfe des Computus dargestellt.
Das Wesen der Reform bestand darin, dass das Zählschema, das der julianische Kalender bot, verallgemeinert und damit „zukunftsfest“ gemacht wurde. Der gregorianische Kalender ist nicht ein grundsätzlich anderer, sondern ein flexibilisierter julianischer Kalender.
Das zeitrechnerische Fundament – der Mondzirkel – wird auch künftig immer wenigstens ein Jahrhundert lang ohne Korrektur angewendet. Die Korrekturen erfolgen in Säkularjahren mit Hilfe der Sonnengleichung und der Mondgleichung.
Durch die Anwendung dieser Gleichungen wird der Sonnenzirkel länger. Dem fundamentalen 19-jährigen Mondzirkel wird ein weiterer unabhängiger Zirkel beigefügt.

### Die Sonnengleichung
Als „Sonnengleichung“ wird die Maßnahme bezeichnet, in solchen Säkularjahren, deren Zahl nicht ohne Rest durch 400 teilbar ist, das Einfügen eines Schalttages zu unterlassen. Sie dient dazu, das Kalenderjahr besser an das Sonnenjahr anzupassen. Die Länge des Kalenderjahrs wird dadurch von 365,25 Tagen auf 365,24250 Tage verändert (das Sonnenjahr in der alten Definition hat gegenwärtig 365,242375 Tage). Die Sonnengleichung bewirkt bei jeder Anwendung eine Erniedrigung der Epakte um 1, d. h. die Mondphasen werden um einen Tag nach hinten verschoben.

### Der verlängerte Sonnenzirkel
Durch Anwendung der Sonnengleichung hat sich der Schaltjahr-Zirkel von 4 auf 400 Jahre erhöht. Er stellt gleichzeitig den Sonnenzirkel dar, denn ein Datum fällt nach 400 gregorianischen Kalenderjahren wieder genau auf den gleichen Wochentag.
Kontrolle: 400 Jahre × 365,25 Tage/Jahr − 3 Tage = 146.097 Tage = 20.871 Wochen × 7 Tage/Woche
Eine Multiplikation 400×7 entfällt.

### Die Mondgleichung
Als „Mondgleichung“ wird die Maßnahme bezeichnet, in einem Zeitraum von 2500 Jahren die vorausgesagten Monddaten achtmal um je einen Tag im Kalender früher anzusetzen. Dadurch wird annähernd der Fehler behoben, der im fundamentalen 19-jährigen Mondzirkel enthalten ist. Die tatsächlichen Mondphasen verschieben sich nämlich im julianischen Kalender in etwa 310 Jahren um einen Tag auf früher. Mit Hilfe der Mondgleichung wird diese Korrektur durchschnittlich alle 312,5 Jahre vorgenommen (2500 / 8 = 312,5). Konkret wird die Mondgleichung siebenmal im Abstand von 300 Jahren und dann einmal im Abstand von 400 Jahren in Säkularjahren angewendet. Erstmals kam sie nach der Gregorianischen Reform im Jahr 1800 zum Tragen. Die nächsten Jahre der Mondgleichung sind: 2100, 2400, 2700, 3000, 3300, 3600, 3900, aber dann erst wieder 4300. Danach beginnt der Zeitraum von 2500 Jahren erneut. Die Mondgleichung bewirkt bei jeder Anwendung eine Erhöhung der Epakte um 1, d. h. die Mondphasen werden um einen Tag nach vorne korrigiert.

### Ein zusätzlicher Mondzirkel
Durch die Anwendung der Mondgleichung fällt der Frühlingsvollmond nicht mehr auf nur 19 Kalendertage zwischen dem 21. März und dem 18. April, sondern auf lange Sicht auf alle 30 Kalendertage dieses Zeitraumes. Der 19. April, der als Frühlingsvollmond im Gregorianischen Kalender möglich wäre (Epakte 24), wird unterdrückt und auf den 18. April verschoben, da sonst auch der 26. April als spätestes Osterdatum möglich wäre und man den 25. April als letztmögliches Osterdatum wie im Julianischen Kalender beibehalten wollte.
In 2500 Jahren werden die 19 möglichen Mondtermine (Epaktentafel oder Epaktenreihe, siehe unten) 8-mal auf je einen früheren Kalendertag verschoben (Epakten-Verschiebung).
Der fundamentale 19-Jahre-Mondzirkel ist ausschließlich an das Zählschema des julianischen Kalenders anzupassen, was mit der Mondgleichung geschieht. Durch Anwendung der Sonnengleichung zur Verbesserung der Länge des Kalenderjahres wird dieses Zählschema gestört. Deshalb muss bei einem ausfallenden Schalttag das Monddatum um einen Tag im Kalender auf später verschoben werden. In der Literatur wird auch in diesem Zusammenhang verkürzt von der Anwendung der Sonnengleichung gesprochen, insbesondere bei der Beschreibung des Computus mit der Hilfsgröße „Epakte“. Verwechslungen mit deren Anwendung zur Korrektur der Länge des Kalender-Jahres sind dadurch nicht auszuschließen. In 400 Jahren werden die 19 möglichen Mondtermine 3-mal auf je einen späteren Kalendertag verschoben (Epakten-Verschiebung).
Es ist nun das kleinste gemeinsame Vielfache der 2500 Jahre und der 400 Jahre, in denen sich die Anwendungen der Mondgleichung bzw. der Sonnengleichung wiederholen, zu bilden. Das ergibt 10.000 Jahre. In 10.000 Jahren werden die 19 möglichen Mondtermine 43-mal auf je einen späteren Kalendertag verschoben (Epakten-Verschiebung durch Anwendung der Sonnengleichung und der Mondgleichung: 3x10000/400-8x10000/2500=75-32=43). Es sind 30 solcher Zeiträume abzuwarten, bis der Ausgangszustand wiederhergestellt ist. Der zusätzliche Mondzirkel ist 300.000 Jahre lang (30×10.000).
In den Säkularjahren kann somit keine der beiden Gleichungen (z. B. Jahr 1600, 2000), die Sonnengleichung allein (z. B. 1700, 1900, 2200, 2300)(Epakte verringert sich um 1), die Mondgleichung allein (2400)(Epakte erhöht sich um 1) oder beide Gleichungen zusammen (z. B. 1800, 2100) zur Anwendung kommen. Kommen beide Gleichungen gemeinsam zur Anwendung, kompensieren sie sich und die Epakte wird nicht verschoben. Hierdurch kommen, anders als im Julianischen Kalender, bei dem die Zuordnung der Goldenen Zahl zur Epakte immer fest ist, verschiedene Epaktentafeln (maximal 30) zustande, die mindestens 100 Jahre gelten, und innerhalb derer die Zuordnung der Goldenen Zahl zur Epakte konstant bleibt. Die Goldene Zahl ergibt sich aus dem Rest der Division (Jahreszahl+1)/19. Ginzel stellt dies sehr übersichtlich dar. Komplettübersichten der 30 möglichen Epaktentafeln (-reihen) und ihrer Gültigkeit finden sich z. B. bei Clavius oder Coyne. Zurzeit (von 1900 bis 2199; 2000: keine Gleichung; 2100: Kompensation Sonnen- und Mondgleichung) gilt folgende Zuordnung:
| Goldene Zahl | Epakte julianisch | Epakte gregorianisch | Epakte gregorianisch | Epakte gregorianisch | Epakte gregorianisch |
| Goldene Zahl | Epakte julianisch | 1583 1699            | 1700 1899            | 1900 2199            | 2200 2299            |
| ------------ | ----------------- | -------------------- | -------------------- | -------------------- | -------------------- |
| 1            | 8                 | 1                    | 0                    | 29                   | 28                   |
| 2            | 19                | 12                   | 11                   | 10                   | 9                    |
| 3            | 0                 | 23                   | 22                   | 21                   | 20                   |
| 4            | 11                | 4                    | 3                    | 2                    | 1                    |
| 5            | 22                | 15                   | 14                   | 13                   | 12                   |
| 6            | 3                 | 26                   | 25                   | 24                   | 23                   |
| 7            | 14                | 7                    | 6                    | 5                    | 4                    |
| 8            | 25                | 18                   | 17                   | 16                   | 15                   |
| 9            | 6                 | 29                   | 28                   | 27                   | 26                   |
| 10           | 17                | 10                   | 9                    | 8                    | 7                    |
| 11           | 28                | 21                   | 20                   | 19                   | 18                   |
| 12           | 9                 | 2                    | 1                    | 0                    | 29                   |
| 13           | 20                | 13                   | 12                   | 11                   | 10                   |
| 14           | 1                 | 24                   | 23                   | 22                   | 21                   |
| 15           | 12                | 5                    | 4                    | 3                    | 2                    |
| 16           | 23                | 16                   | 15                   | 14                   | 13                   |
| 17           | 4                 | 27                   | 26                   | 25                   | 24                   |
| 18           | 15                | 8                    | 7                    | 6                    | 5                    |
| 19           | 26                | 19                   | 18                   | 17                   | 16                   |

### Der gregorianische Osterzyklus
Das Verteilschema für das Datum des Ostersonntags beginnt erst wieder von neuem, wenn alle an seiner Verteilung beteiligten Zirkel wieder am gleichen Kalendertag beginnen. Die Periode dieses Schemas ist das gemeinsame Vielfache der Perioden des verlängerten Sonnenzirkels (400 Jahre), des 19-Jahre-Mondzirkels (19 Jahre) und des zusätzlichen Mondzirkels (300.000 Jahre).
Im gregorianischen Kalender wiederholt sich die Verteilung von Ostern auf die Jahresdaten im Kalender alle 5.700.000 Jahre.

### Kontrollrechnungen mit Hilfe der Gaußschen Osterformel
Carl Friedrich Gauß formulierte den Oster-Algorithmus als einen Satz algebraischer Formeln. Im Folgenden wird ein mit den Ausnahmeregeln ergänzter Formel-Satz (siehe Eine ergänzte Osterformel) verwendet. In ihm ist der Algorithmus begrifflich vollständig formuliert und mit ihm mit Hilfe eines PCs vollständig auswertbar.
Zur Bestimmung des Osterdatums für das Jahr X berechne man der Reihe nach folgende Größen:
```
 1. die Säkularzahl:                              K = X div 100
 2. die säkulare Mondschaltung:                   M = 15 + (3K + 3) div 4 − (8K + 13) div 25
 3. die säkulare Sonnenschaltung:                 S = 2 − (3K + 3) div 4
 4. den Mondparameter:                            A = X mod 19
 5. den Keim für den ersten Frühlingsvollmond:    D = (19A + M) mod 30
 6. die kalendarische Korrekturgröße:             R = D div 29 + (D div 28 − D div 29) (A div 11)
 7. die Ostergrenze:                             OG = 21 + D − R
 8. den ersten Sonntag im März:                  SZ = 7 − (X + X div 4 + S) mod 7
 9. die Entfernung des Ostersonntags von der
    Ostergrenze (Osterentfernung in Tagen):      OE = 7 − (OG − SZ) mod 7
10. das Datum des Ostersonntags als Märzdatum
    (32. März = 1. April usw.):                  OS = OG + OE
```

(div steht für eine ganzzahlige Division, d. h. Nachkommastellen werden abgeschnitten. mod steht für den nicht-negativen Divisionsrest bei einer ganzzahligen Division.)
Der vorstehende Algorithmus gilt für den gregorianischen Kalender. Für den julianischen Kalender setzt man M = 15 und S = 0.
Wenn man nun die Jahreszahl X durch die Jahreszahl X+5.700.000 ersetzt, so verändern sich die im Algorithmus auftretenden Größen in der folgenden Weise:

K → K + 57.000
M → M + 24.510
S → S − 42.750
Die weiteren Größen A, D, R, OG, SZ, OE und OS verändern sich nicht. (Begründung: A: 5.700.000 ist ein Vielfaches von 19. D: 24.510 ist ein Vielfaches von 30. R, OG sind dann klar. SZ: 5.700.000 mod 7 = 5, (5.700.000/4) mod 7 = 3, 42.750 mod 7 = 1. OE und OS sind damit wieder klar.) Daher erhält man wieder das gleiche Osterdatum.
Damit ist gezeigt, dass sich das Osterdatum jedenfalls alle 5.700.000 Jahre immer wiederholt.
Es ist aber noch zu untersuchen, ob sich das Osterdatum nicht auch nach einem Bruchteil dieser Zeitdauer wiederholt. Die Zahl 5.700.000 ist nur durch folgende Primzahlen teilbar: 2, 3, 5 und 19.
Das Osterdatum könnte sich daher auch alle 5.700.000/2 Jahre, alle 5.700.000/3 Jahre, alle 5.700.000/5 Jahre oder alle 5.700.000/19 Jahre wiederholen (und wenn ja, dann gegebenenfalls auch in noch kürzeren Perioden, die Teiler dieser Perioden sind). Die folgenden Rechenbeispiele zeigen, dass das nicht so ist.
a) Das Jahr 2010:

X = 2010, K = 20, M = 24, S = -13, A = 15, D = 9, R = 0, OG = 30, SZ = 7, OE = 5, OS = 35

Ostern am 4. April („35. März“). Mit diesem Datum werden die folgenden Beispiele verglichen:
b) Das Jahr 2.852.010 ( = 2010 + 5.700.000/2):

X = 2.852.010, K = 28.520, M = 12.279, S = -21.388, A = 15, D = 24, R = 0, OG = 45, SZ = 7, OE = 4, OS = 49

Ostern am 18. April („49. März“). Eine Wiederholung der Osterdaten alle 2.850.000 (= 5.700.000/2) Jahre findet nicht statt.
c) Das Jahr 1.902.010 ( = 2010 + 5.700.000/3):

X = 1.902.010, K = 19.020, M = 8.194, S = -14.263, A = 15, D = 19, R = 0, OG = 40, SZ = 7, OE = 2, OS = 42

Ostern am 11. April („42. März“). Eine Wiederholung der Osterdaten alle 1.900.000 (= 5.700.000/3) Jahre findet nicht statt.
d) Das Jahr 1.142.010 ( = 2010 + 5.700.000/5):

X = 1.142.010, K = 11.420, M = 4.926, S = -8.563, A = 15, D = 21, R = 0, OG = 42, SZ = 7, OE = 7, OS = 49

Ostern am 18. April („49. März“). Eine Wiederholung der Osterdaten alle 1.140.000 (= 5.700.000/5) Jahre findet nicht statt.
e) Das Jahr 302.010 ( = 2010 + 5.700.000/19):

X = 302.010, K = 3.020, M = 1.314, S = -2.263, A = 5, D = 29, R = 1, OG = 49, SZ = 7, OE = 7, OS = 56

Ostern am 25. April („56. März“). Eine Wiederholung der Osterdaten alle 300.000 (= 5.700.000/19) Jahre findet nicht statt.
Damit ist durch Widerlegung der Gegenbehauptung durch ein Gegenbeispiel gezeigt, dass sich die Ostertermine auch nur alle 5.700.000 Jahre wiederholen.